# 荏柄天神社

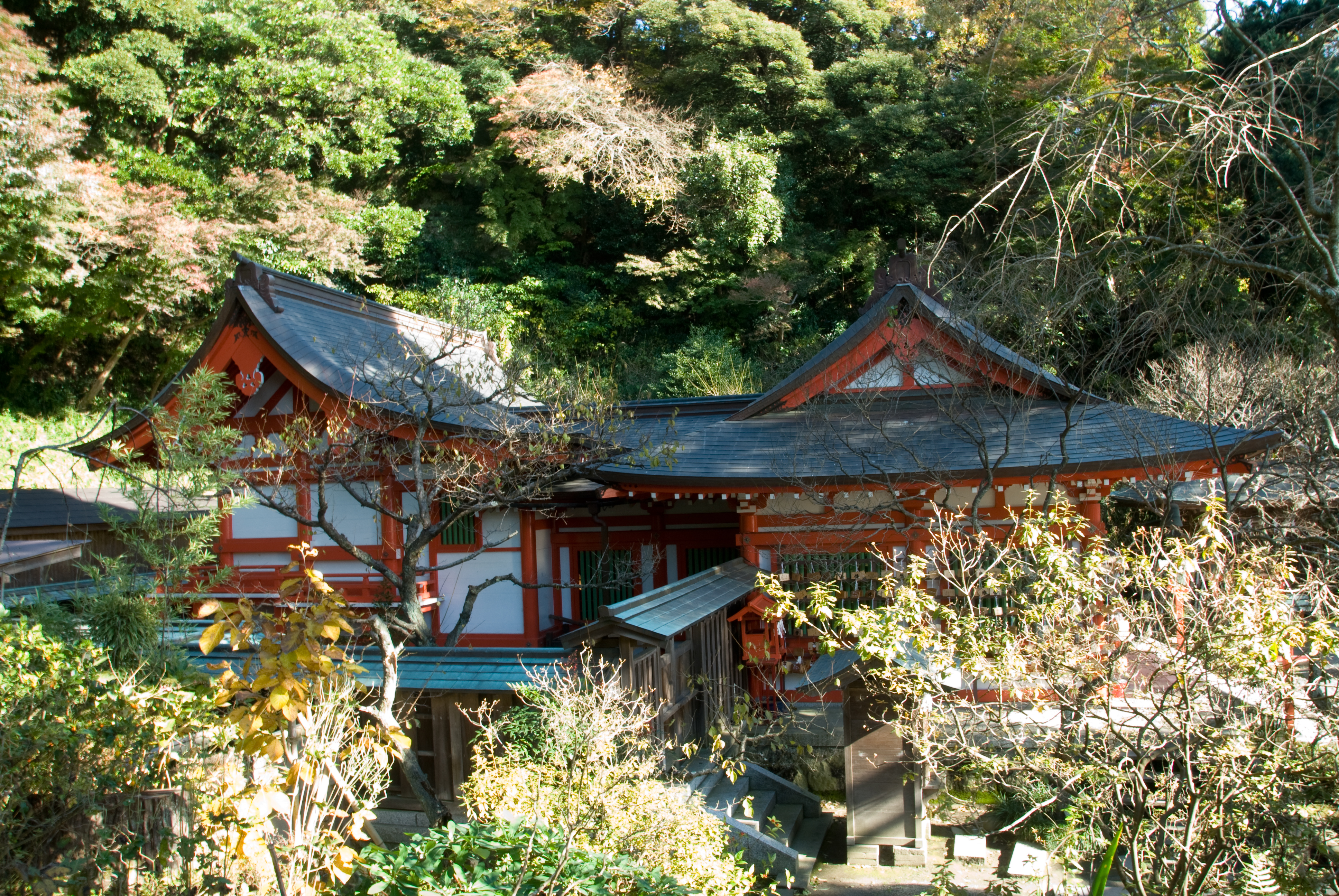
荏柄天神社 左が重要文化財の本殿

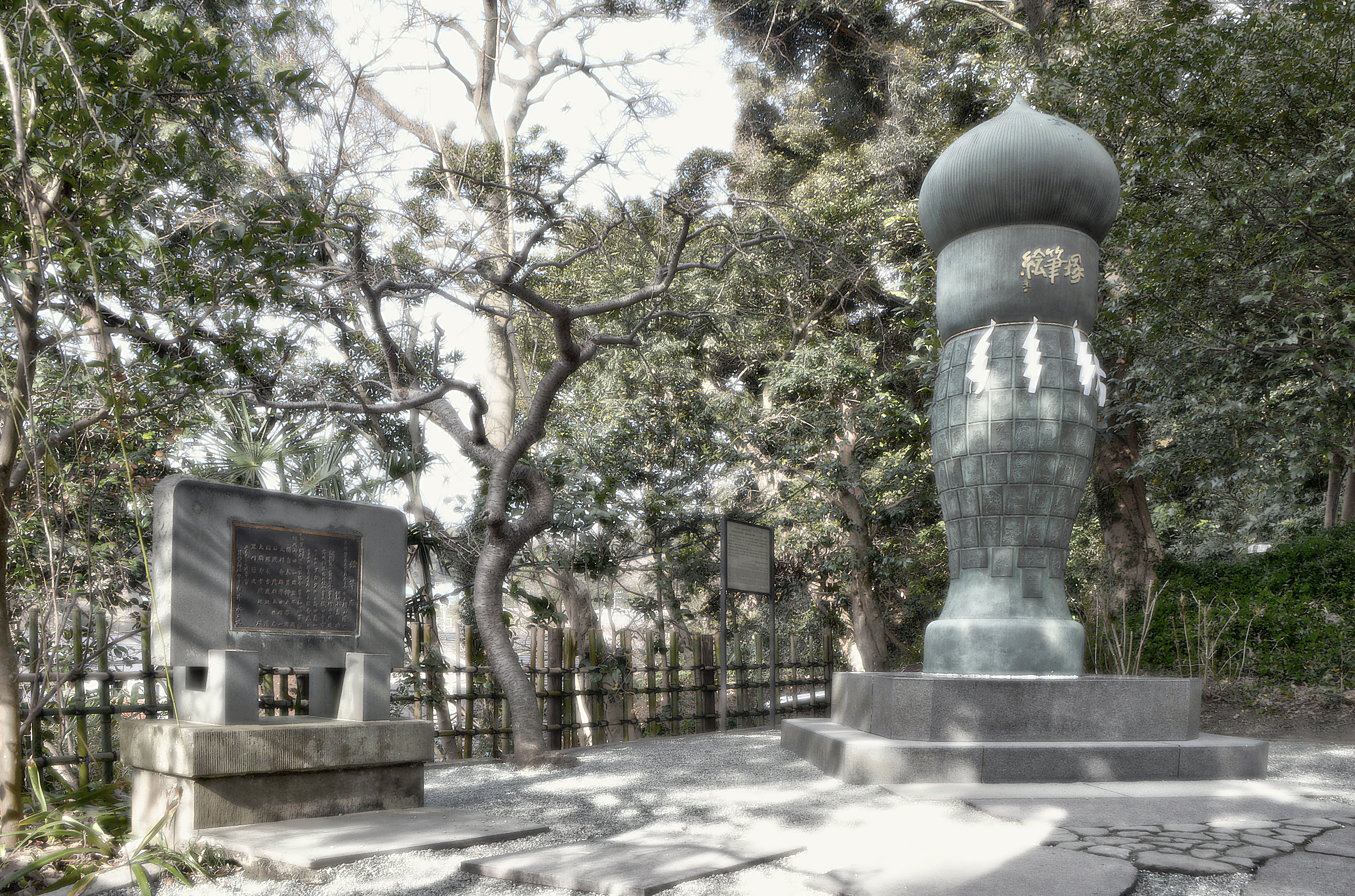
絵筆塚

荏柄天神社（えがらてんじんしゃ）は、神奈川県鎌倉市二階堂にある菅原道真を祀る神社。鶴岡八幡宮の東方に位置し、鎌倉と神奈川県横浜市金沢区六浦を結ぶ金沢街道に参道が接続し、参道入口から300メートルほど入った小台地にある。
鎌倉時代初期より鎌倉幕府との関わりが記録に見え、武家政権の守護神として、鶴岡八幡宮とともに信仰された神社である。関東を中心に茨城県、千葉県、埼玉県に数社の分祠、愛知県に2社、広島県に1社の分祠がある。境内から南西約200メートルに、源頼朝が鎌倉に入り邸を構え幕府を開いたとされる大倉御所があり、谷を挟さんで約300メートル西側の丘陵には史跡法華堂跡（源頼朝墓・北条義時墓）がある。

## 概略
社伝によれば、長治元年（1104年）、菅原道真を勧請し創立されたと伝わり、古くは荏柄山天満宮とも称される。創祀については、社蔵の江戸時代の書「相州鎌倉荏柄山天満宮略縁起」によると、長治元年（1104年）8月25日に、空が突如暗くなり雷雨と共に黒い束帯姿の天神画像が天降り、里人がこの神験をおそれ降臨の地に社殿を建て、その画像を納め崇拝し、銀杏の木を植え神木としたとあり、境内には今も大銀杏がある。天保12年（1841年）の『新編相模国風土記稿』には、鎌倉幕府の鬼門鎮護のために祀られたとの社伝が記されている。社号の「荏柄」は、正倉院文書の天平7年（735年）の『相模国封戸租交易帳』や『倭名類聚抄』の相模国鎌倉郡にある「荏草郷（えがや）」が転じて「エガラ」となり、「荏柄」と表記されたものと考えられている。境内は、周囲よりも7メートル程高く、東西約55メートル、南北約50メートルの削平地に社殿が設けられ、社殿の後方は人工的に切り落とした急な崖である。社殿の両側は袖状の尾根が張り出し、鶴岡八幡宮の上宮敷地造成との共通性がみられる。
『吾妻鏡』によれば1180年（治承4年）に鎌倉の大倉郷に頼朝の邸となる大倉御所が置かれたが、当社は幕府の鬼門に位置するため、鬼門の守護神として崇敬し、社殿を新たに造立。以後、歴代の将軍家を始め、鎌倉幕府の崇敬社となり、鎌倉時代初期より幕府との関わりが記録に見え『吾妻鏡』にはしばしば当社の記事がみられる。『吾妻鏡』での初出は、建仁2年（1202年）9月11日条で、鎌倉幕府第2代将軍・源頼家が大江広元を荏柄社祭の奉幣使として当社に派遣し、御祭神・菅原道真の御神忌三百年祭を執り行ったとある。建保元年（1213年）2月25日・26日条には、渋川兼守が泉親衡の謀反(泉親衡の乱)に加担したと捕らえられたが、冤罪を訴えて和歌十首を荏柄天神社に奉じたことで、和歌が将軍・実朝の目にとまり、罪を許されたとあり、「兼守虚名を愁へ篇什を奉りて、すでに天神の利生に預り、また将軍の恩化を蒙る。およそ鬼神を感ぜしむる、ただ和歌にあるものか」と評している。
室町時代には鎌倉府の足利氏、その後も後北条氏、豊臣秀吉、徳川家康など時の権力者の庇護を得た。天文17年（1548年）、小田原城主・北条氏康は、金沢街道に関所を設け通行の人馬から関銭を徴収して当社社殿造営のために充てた。今もその地に関取場跡がある。『小田原衆所領役帳』に荏柄天神領「廿一貫百文鎌倉社地之内」とみえる。天正18年（1590年）4月に、鶴岡八幡宮と当社の造営を沙汰し、天正19年（1591年）徳川家康は「小坂郡鎌倉之内」より19貫200文の土地を寄進し社殿の修繕が行われている。元和8年（1622年）、徳川秀忠による鶴岡八幡宮造営の際に、若宮旧社殿を当社に移し、幕府の援助で造営が行われている。これ以後、幕府による30年から40年ごとの鶴岡八幡宮修繕に併せ、当社も修繕されているが、修繕の際、鶴岡八幡宮古材、残材を拝領し修理が行われ、当社は鶴岡八幡宮と並ぶ武門の神として維持されてきた。江戸時代中頃以降に教王護国寺派の一乗院が別当としておさめ、明治の神仏分離によって村社となった。
境内地は宗教的な環境を良好に残しており、武家の信仰形態を伝える遺跡として国の史跡に指定されている。
鶴岡八幡宮の宮司が当社の宮司を兼任しており、2024年3月に鶴岡八幡宮の神社本庁からの離脱に追従する形で、白旗神社 (鎌倉市西御門)とともに神社本庁からの離脱を通告した。

## 境内
拝殿・幣殿 - 1923年の関東大震災で損壊し、1936年（昭和11年）の本殿修理のさいに再建された。
本殿 - 三間社流造、銅板葺き。元は鶴岡八幡宮若宮社の本殿であった。国の重要文化財。
手水舎
社務所
古札奉納所
御輿蔵
かっぱ筆塚 - 漫画家の清水崑が、鎌倉に在住して以来の神縁を感謝し、自ら愛用した絵筆を納めている。表側に清水崑作の大きな筆を担いだ河童の絵、裏側には川端康成の「かっぱ筆塚」の字が刻されている。
絵筆塚 - 横山隆一などの漫画家が建立し、154人の漫画家によるカッパのレリーフが付けられている絵筆塚。青銅製で高さ3.2m、直径1m、重さ800kg。
大銀杏 - 推定樹齢900年の大銀杏。社伝によると「天神画像」が天降った地を、踏まれないように銀杏を植えたと伝わる。
やぐら - 本殿向かって右の山肌に、二箇所の横穴のやぐらがあり内部で繋がっている（内部へは立ち入り禁止）。また、昭和時代までは天園ハイキングコースの入口があった。

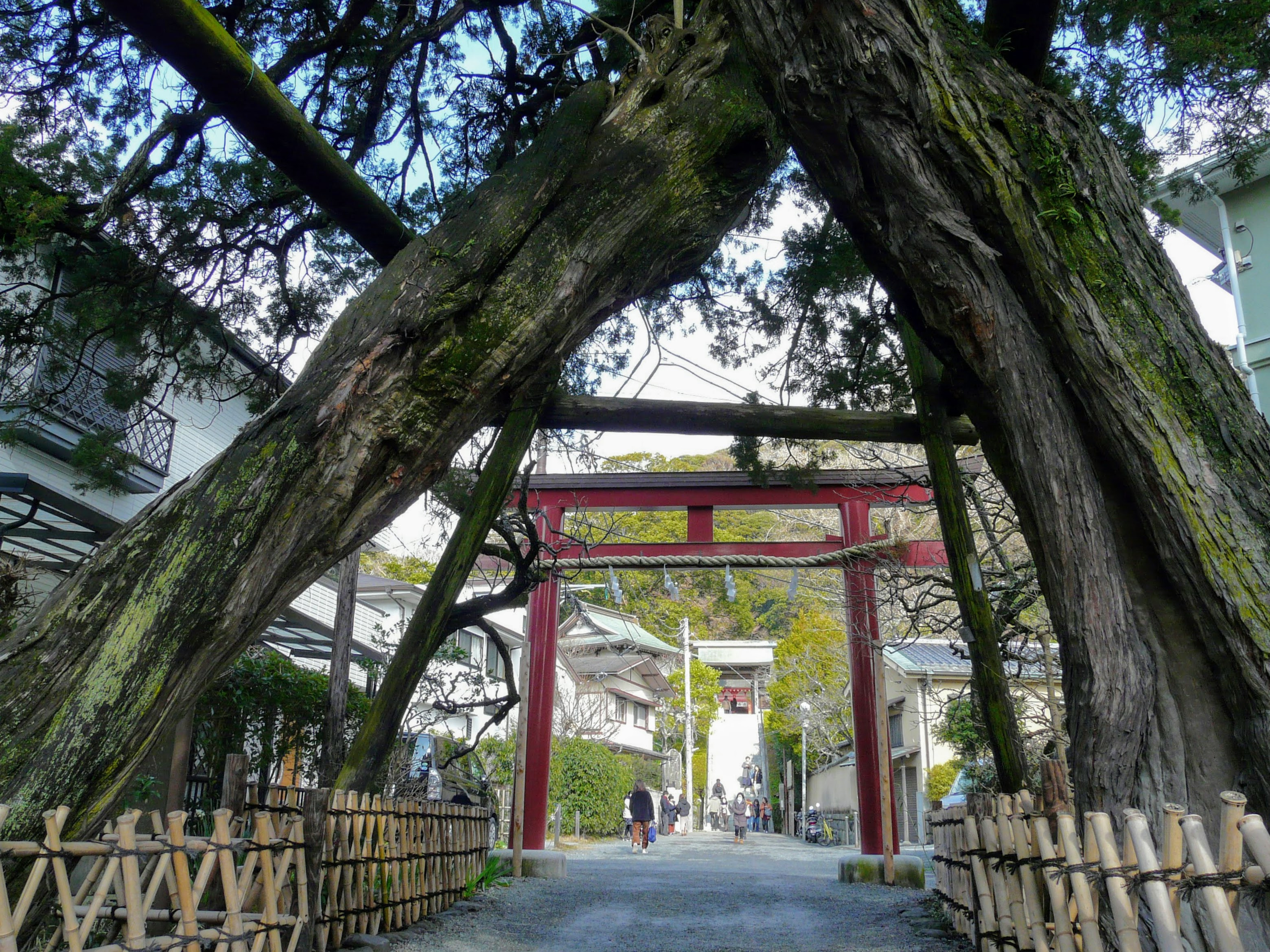
参道
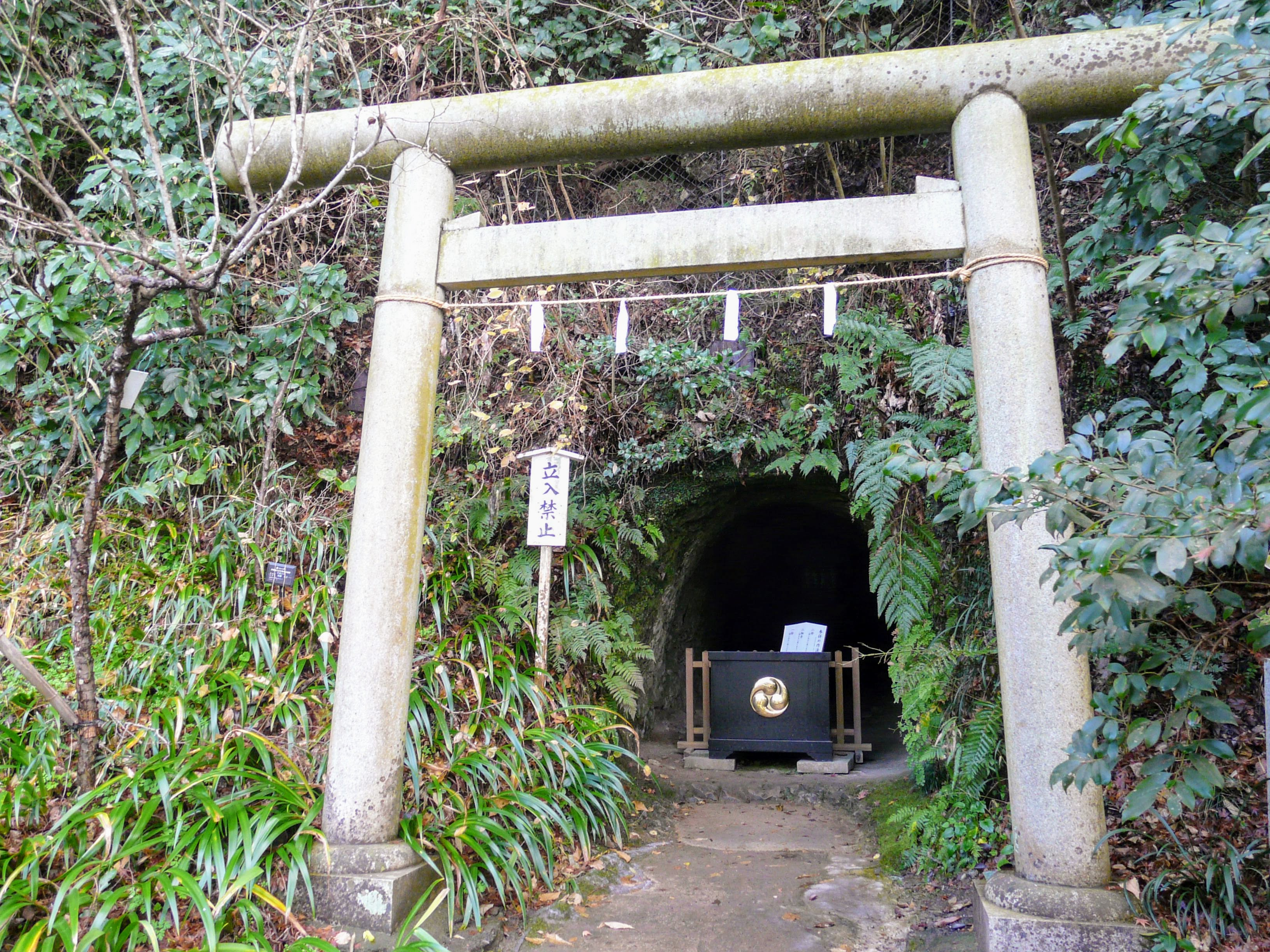
やぐら（横穴式の納骨窟または供養堂）
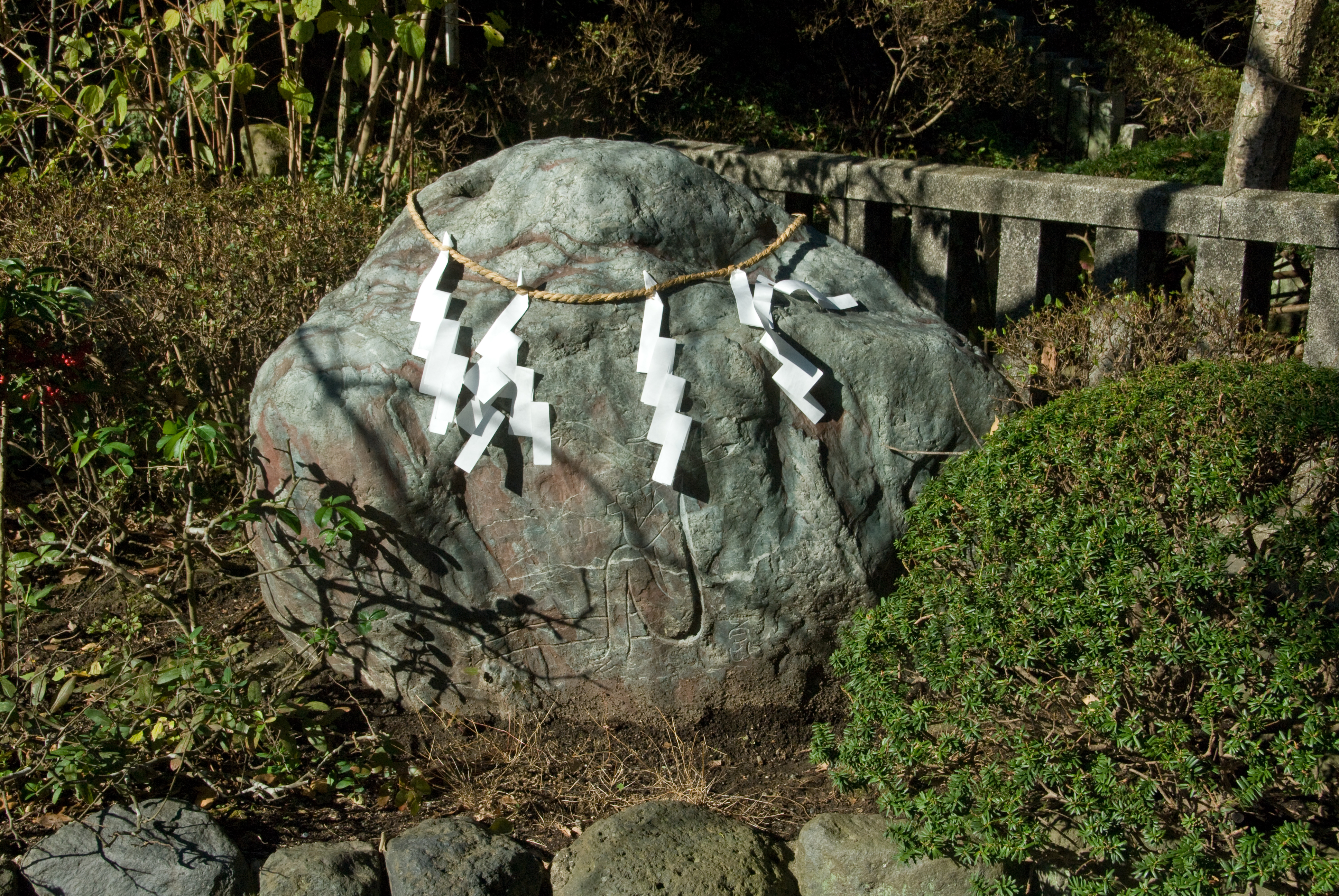
かっぱ筆塚
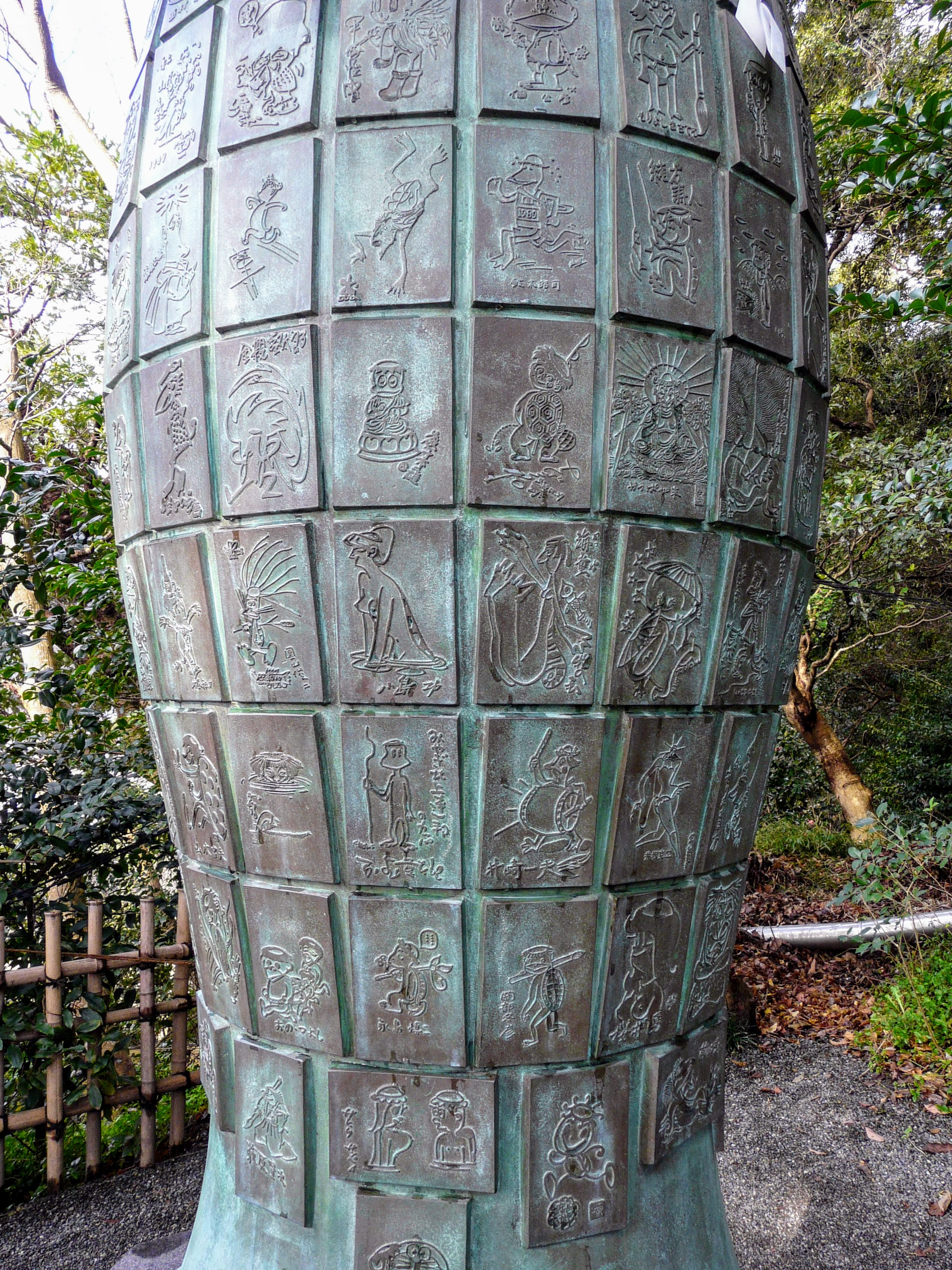
絵筆塚のかっぱのレリーフ

## 文化財

### 国指定

#### 重要文化財
- 荏柄天神社本殿 附 扉板 6枚 - 種別：建造物 - 指定年月日：2005年（平成17年）7月22日[1]。

寛永元年（1624年）からの鶴岡八幡宮若宮社の社殿造営に伴い、元和８年（1622年）に若宮社の旧本殿を譲り受け移築したものである。若宮旧本殿は正和4年（1315年）の鎌倉大火の後、翌、正和5年（1316年）に建立された。形式は屋根は銅板葺、三間社流造である。内部は小組格天井、内法長押上の小壁に横連子がある。平成13年の修理の際に鎌倉市教育委員会が建造物調査を行い、本殿が正和５年（1316年）造営で、元和８年（1622年）に当社に移築された旧鶴岡八幡宮若宮本殿であることが確認された。記録によれば、中世、近世を通じてたびたび修理が行われているが、社殿全体が再建された記録はない。移築と度重なる修理を経ているとはいえ、鶴岡八幡宮の室町時代に遡る主要社殿を伝える唯一の例として重要で三間社としては大型で内外ともに細部の意匠も優れ、また鎌倉地方における中世建築の稀少な遺構の一つである。
本殿は、拝殿、幣殿の奥に南面して建つが、1923年の関東大震災で拝殿、幣殿は損壊し、本殿は前方に大きく傾き、本殿は1936年（昭和11年）に大規模な修理が行われ、拝殿、幣殿は、大江新太郎の設計により新築された。
- 木造天神坐像 附 木造天神立像- 種別：彫刻 - 指定年月日：1977年（昭和52年）6月11日[11]。

像内の銘文に弘長元年（1261年）5月8日 荏柄神主 平政泰造立の銘がある。また像内には、脊椎骨や体毛の数なども書かれている珍しい像であり、東洋の解剖学の歴史としても貴重な資料である。天神は菅原道真のことをさし、道真の等身の神体像である。表情は瞋怒（しんど）の情がうかがえ、両肩をそびやかし、袖を左右に大きく張り坐す姿態は安定し、神像らしい厳しさと気魄が感じられる。
附の天神立像は、主神の左右に十一面観音像と共に祀られていたと伝わり、製作は南北朝の頃と推定される。当社の天神像の特殊な安置状況を知る上で貴重である。

#### 史跡
- 荏柄天神社境内 - 種別：史跡 - 指定年月日：2005年（平成17年）7月14日[4]。

### 鎌倉市指定文化財

#### 絵画
- 紙本著色束帯天神像（４幅） 附 紙本墨書天神名号（１幅） - 指定年月日：1974年（昭和49年）10月11日[12]。

#### 古文書
- 荏柄天神社文書 （４巻 25冊 ３鋪 68通 ２枚）- 指定年月日：1997年（平成９年）10月13日[13]。

#### 天然記念物
- イチョウ（1株） - 指定年月日：1963年（昭和38年）7月17日[6]。

## 行事
下記行事が行われる。

### 月行事
- 毎月25日：月次祭 - 天神様の御縁日

### 年行事
- 1月6日：新年祭
- 1月15日：左義長神事
- 1月25日：初天神祭 - １年で最初の天神様の日。御殿にて祭事を執り行ったあと、参道中央で筆供養が行われる。
- 2月8日：針供養 - 「柔らかいお豆腐」に針を刺し、使い終えた針の霊を労い技術の上達を祈る。
- 2月17日：祈年祭
- 7月「海の日」の前の日曜：御輿渡行（） - 二階堂の町中を神輿が巡行
- ７月24日：宵宮祭 - 例大祭の前夜に、境内で、祭囃子の響く中、子供たちの奉納行灯や模擬店が設置され、祭典や神賑(かむにぎわい)が行われます。 ７月２５日：例大祭 - 一年で一番大きな祭典で、神職、氏子が今日までの感謝、そして今日よりの祈りを捧げる。
- 10月第１日曜、または第２日曜日：絵筆塚祭 - かっぱ筆塚と絵筆塚の２つの筆塚の前で、筆の焚き上げ供養を行う特殊な祭事。
- 11月23日：新嘗祭
- 12月25日：終い天神
- 12月31日：除夜祭

## 参考資料
- 「新指定の文化財」『月刊文化財』502号、第一法規、2005
- 世界遺産登録推進協議会[リンク切れ]

## 関連文献
- 「山之内庄二階堂村上 荏柄天神社」『大日本地誌大系』 第39巻新編相模国風土記稿4巻之90村里部鎌倉郡巻之22、雄山閣、1932年8月。NDLJP:1179229/176。